# Arene Candide
La grotte des Arene Candide (« sables blancs ») est un site préhistorique qui se trouve sur la commune de Finale Ligure, dans la province de Savone, en Ligurie (Italie). Il a notamment livré un ensemble important de sépultures gravettiennes et épigravettiennes (Paléolithique supérieur). Les plus récentes études confirment que le site comporte des dépôts datant de l'Aurignacien classique.

## Historique
Les Arene Candide doivent leur nom à une dune de sable quartzeux blanc que les vents puissants de la Dernière glaciation ont accumulé sur le versant occidental du promontoire de la Caprazoppa. Encore visible sur certaines photographies du début des années 1920, la dune a été complètement exploitée par l'industrie des abrasifs. La carrière de sable de quartz a ensuite cédé la place à une grande carrière de calcaire à l'origine du paysage actuel.
La vaste cavité s'ouvrait à proximité de l'un des sommets de la dune. Autrefois connue localement sous le nom d'armassa, elle est entrée dans la littérature archéologique sous le nom de « Caverna delle Arene Candide » à la suite des fouilles qu'y entreprit Arturo Issel, fondateur de l'Institut de géologie de l'Université de Gênes, de 1864 à 1876. Les vestiges qu'il exhuma enrichirent les collections du tout nouveau Museo nazionale etnografico e preistorico (devenu depuis Musée national préhistorique et ethnographique Luigi Pigorini) de Rome.
La grotte se trouve actuellement sur le bord supérieur de l’extrémité ouest de l’ancienne carrière Ghigliazza, à environ 90 m au-dessus du niveau de la mer. Elle présente trois grandes ouvertures et est relativement lumineuse et sèche. Aujourd’hui, on accède à la cavité par le haut, par un parcours d’une trentaine de minutes à pied.

## Principales découvertes
La renommée internationale du site est liée aux découvertes réalisées par Luigi Bernabò Brea (premier Soprintendente Archeologo de Ligurie) et Luigi Cardini (membre de l'Institut italien de paléontologie humaine) dans les années  1940-42 et 1948-50 dans la partie sud-orientale de la caverne. Ces fouilles livrèrent une importante séquence stratigraphique allant du Gravettien (environ 28 000 ans AP) à l’époque byzantine (VIIe siècle). Le contexte était extrêmement favorable à la bonne conservation des vestiges, en particulier des ossements.
Le site a en particulier livré 16 dépôts funéraires (sépultures primaires ou dépôts secondaires) paléolithiques très bien conservées, dont une sépulture gravettienne et 15 dépôts et sépultures épigravettiens (19 individus dont 7 enfants, 10 adultes et 2 adolescents). Il s'agit de l’un des complexes funéraires paléolithiques les plus importants. 
Le mobilier funéraire extrêmement riche de l'adolescent gravettien a conduit les découvreurs à le surnommer le « jeune prince ». Âgé d’une quinzaine d’années, il reposait sur le dos sur une couche d’ocre rouge à sept mètres de la surface moderne de la cavité. Orienté vers le sud, il portait un couvre chef orné de perles de coquillages et de dents de cerfs percées. Le mobilier associé incluait également quatre bâtons percés en bois de cervidé ainsi qu’une grande lame de silex à hauteur de la main droite.  Une étude dirigée par l'archéologue Julien Riel-Salvatore a confirmé que la sépulture du jeune prince date d'environ 23 500 ans AP.
De nombreux vestiges archéologiques provenant des Arene Candide sont exposés au Musée archéologique de Finale Ligure.